# Per Jakobsson
Per "Pelle" Gustaf Jakobsson, född 23 april 1928 i Säters stadsförsamling, Kopparbergs län, död 26 juni 2006 i Orsa församling, Dalarnas län, var en svensk riksspelman och lärare.
Pelle Jakobsson var folkskollärare i Folkärna, Falun och Orsa 1950–1951, lärare i instrumentalmusik i Orsa kommunala musikskola 1951 och dess föreståndare 1954–1973. Han var violinist i Dalarnas orkesterförening, i Mora orkesterförening samt i Orsa musiksällskap. Pelle Jakobsson är far till riksspelman Anders Jakobsson.

## Priser och utmärkelser
- 1948 – Anders Zorns spelmansmärke i silver
- 1972 – Anders Zorns spelmansmärke i guld
- 1983 – Ledamot nr 844 av Kungliga Musikaliska Akademien[2]
- 2000 – Hugo Alfvénpriset

## Diskografi
- 1994 – Musik av Axel Hambræus
- 1997 – Folkmusik i förvandling – Folk music i transition